# Messiah of Confusion
Albums de Count Raven
High on Infinity
(1993) Mammons War
(2009)
Messiah of Confusion est le quatrième album studio du groupe de doom metal suédois, Count Raven. Il est sorti le 26 janvier 1996 sur le label Hellbound Records et a été produit par Thomas Ahlén et le groupe.

## Historique
Alors que les trois premiers albums sont sortis entre 1990 et 1993, il fallut attendre trois ans après la sortie de High on Infinity (1993) pour que cet album voie le jour. La raison principale de ce délai était la relation entre la maison de disque, Hellbound Records, et le groupe. Alors que le groupe voulait capitaliser sur le succès de ses albums, le label ne voulait pas investir dans des tournées de promotion, ce qui empêcha le groupe de devenir plus populaire. Peu à peu cela détruisit la créativité et engendra des tensions entre les musiciens.  
Cet album fut finalement enregistré entre août et octobre 1995 dans les studios Septima à l'exception du titre instrumental Mountains of Spirit qui fut enregistré dans les studios Starfield de Londres.
Ce fut le dernier album du groupe avec sa section rythmique originale (Eriksson à la basse et Pettersson à la batterie) et le dernier album du groupe avant sa séparation en 1998. Il faudra attendre 2009 pour voir sortir le cinquième album, Mammons War avec le seul Dan Fondelius (chant, guitares, claviers) comme membre original.
Il ressortira en 2005 sur le label allemand Cyclone Empire avec un titre bonus appelé Regression qui est un meddley de quatre titres de Black Sabbath (Electric Funeral, Sweet Leaf, Iron Man et Black Sabbath).

## Liste des titres
- Tous les titres sont signés par le groupe sauf indication.

1. Prediction - 7:44
2. Shadow Box - 5:00
3. The Loneliest One - 5:59
4. Fallen Angels - 4:22
5. Mountains Spirit - 1:44
6. The Lie of Life - 7:05
7. P.S.I. Power - 6:07
8. Shine -5:09
9. The Divided World - 5:31
10. The Viking Sea - 11:20

Titre bonus réédition 2005
1. Regression (Tony Iommi, Ozzy Osbourne, Geezer Butler, Bill Ward) - 11:20

## Musiciens
- Dan "Fodde" Fondelius: chant, guitares
- Tommy "Wilbur" Eriksson: basse
- Christer "Renfield" Pettersson: batterie